# Corcoué-sur-Logne
Corcoué-sur-Logne är en kommun i departementet Loire-Atlantique i regionen Pays de la Loire i nordvästra Frankrike. Kommunen ligger i kantonen Legé som tillhör arrondissementet Nantes. År 2022 hade Corcoué-sur-Logne 3 209 invånare.

## Befolkningsutveckling
Antalet invånare i kommunen Corcoué-sur-Logne
| Referens: INSEE |